# Décès en 1337
Décès
- 1333
- 1334
- 1335
- 1336
- 1337
- 1338
- 1339
- 1340
- 1341

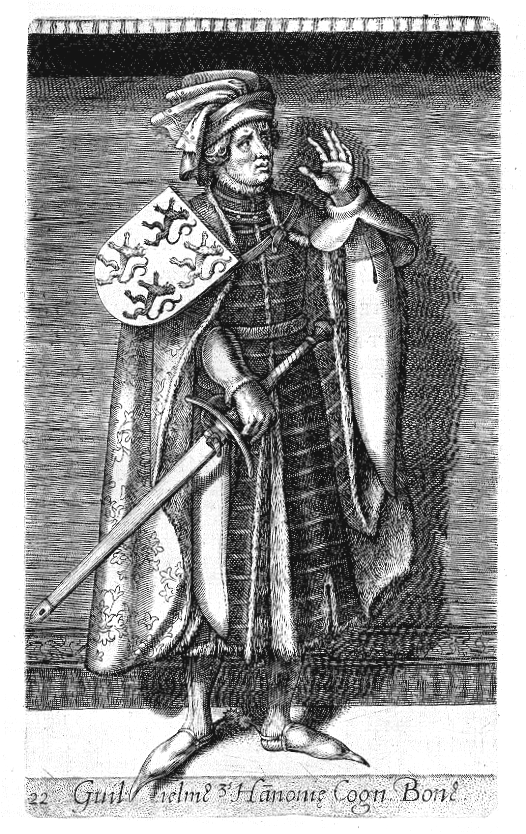
Guillaume Ier de Hainaut, mort en 1337.

Cette page dresse une liste de personnalités mortes au cours de l'année 1337 :
- 8 janvier : Giotto (Giotto di Bondone), ou Ambrogiotto di Bondone, peintre, sculpteur et architecte italien du Trecento.
- 14 février : Daniel Vigier, évêque de Nantes.
- 27 février : Takatsukasa Fuyunori, noble de cour japonais (kugyō) de l'époque de Kamakura.
- 7 avril : Takanaga, nommé Seitō Shōgun (commandant en chef de la défense de l'est) en novembre 1335, il est chargé avec Nitta Yoshisada de détruire les dirigeants Ashikaga Takauji et Ashikaga Tadayoshi de la Cour du nord.
- 7 juin : Guillaume Ier de Hainaut, dit Guillaume le Bon, comte de Hainaut, de Hollande (sous le nom de Guillaume III) et de Zélande.
- 11 juin : Princesse Junshi, impératrice consort (chūgū) du Japon.
- 25 juin : Frédéric II de Sicile, ou Frédéric III d'Aragon ou Frédéric III de Trinacrie, roi de Sicile.
- 27 août : Jean II de Mecklembourg-Werle-Güstrow, dit le Chauve, coprince de Mecklembourg-Werle, prince de Wenden (c'est-à-dire des Wendes) et de Güstrow.
- septembre : Philippe III de Namur, marquis de Namur.
- 26 octobre  : Guillaume III de Beaujeu, évêque de Bayeux.

- Ange Clareno, frère franciscain italien, originaire des Marches.
- Guiraud de Languissel, quarante-troisième évêque connu de Nîmes.
- Guglielmo Frangipani, archevêque latin de Patras et chef de la baronnie de Patras en Grèce franque.
- Mansa Moussa, dixième « mansa » (roi des rois) de l'empire du Mali.

## Crédit d'auteurs
- Cet article est partiellement ou en totalité issu de l'article intitulé « 1337 » (voir la liste des auteurs).